# Washington County Railway
Die Washington County Railway ist eine ehemalige Eisenbahngesellschaft in Maine (Vereinigte Staaten). Sie wurde im Juli 1894 zunächst als „Washington County Railroad“ mit dem Ziel gegründet, die Grenzstadt Calais, die bereits seit 1839 über einen Eisenbahnanschluss verfügte, mit der Stadt Bangor zu verbinden sowie den Südosten des Bundesstaats zu erschließen. Bereits am 7. März 1893 hatte der Eigentümer der Gesellschaft, Joseph N. Greene, die Konzession für diese Bahnstrecke erhalten. Er erwarb zunächst am 1. August 1898 die St. Croix and Penobscot Railroad mit ihrer 34,3 Kilometer langen Bahnstrecke Calais–Princeton, die teilweise über kanadisches Staatsgebiet führt.
1898 stellte die Gesellschaft ihr normalspuriges Streckennetz fertig, das aus der Hauptstrecke Washington Junction–St. Croix Junction (158,2 km) sowie der Zweigstrecke von Ayer’s Junction nach Eastport (25,3 km) bestand. In Washington Junction bestand ein Übergang auf die Maine Shore Line Railroad, die den Anschluss nach Bangor herstellte. 1906 wurde noch ein 1,9 Kilometer langer Abzweig nach Woodland eröffnet.
Im Geschäftsjahr 1909/10 besaß die Gesellschaft 14 Lokomotiven, 18 Personenwaggons, 4 Gepäck- und Postwaggons, 27 Dienstfahrzeuge sowie 435 Güterwagen. Als Haupttransportgut wird neben Passagieren Holz und Kohle angegeben.
Die Umgründung in „Washington County Railway“ erfolgte nach Konkurs am 18. Dezember 1903. Am 1. Juli 1911 wurde die Gesellschaft in die Maine Central Railroad fusioniert. Diese Bahn hatte bereits 1905 alle Anteile der Washington County Railroad erworben. Nachdem die Maine Central 1981 von der Guilford Transportation übernommen worden war, erfolgte aus wirtschaftlichen Gründen die Stilllegung des Netzes. Lediglich die Strecke Calais–Woodland wird noch heute durch die Pan Am Railways benutzt. Der Anschluss an das restliche Eisenbahnnetz erfolgt nunmehr nur noch über Kanada. Der Bahnhof von Milltown ist seit Stilllegung der Strecken nach Eastport und Calais der östlichste Bahnhof der USA.